# Алесандра Амброзио
Алесандра Корин Амброзио (порт. Alessandra Corine Ambrósio, IPA: ; Ерешим, 11. април 1981) бразилска је манекенка и фото-модел.
Тајра Бенкс ју је описала као „будућност света моде“. Амброзио је најпознатија по својој сарадњи са модном кућом Викторијас сикрет и била је први модел линије „ПИНК“. Амброзио је тренутно један од „анђела“ куће Викторијас сикрет и главно лице енглеске куће Некст.
Поред моделинга, Алесандра је амбасадор Националног удружења за борбу против мултипле склерозе (енгл. National Multiple Sclerosis Society). Алесандру је сајт намењен мушкарцима AskMen.com прогласио другом најлепшом женом 2008. године.

## Детињство и младост
Алесандра је рођена у Ерешиму у Бразилу, 11. априла 1981. године. Њени родитељи, који су италијанског и пољског порекла, поседују бензинску пумпу. Алесандра је имала само осам година када је одлучила да жели да буде топ-модел, након што је на насловној страни неког магазина видела Карен Мулдер. Рекла је: „Желим да будем као она“. Кренула је на часове манекенства са 12 година, а као четрнаестогодишњакиња пласирала се међу 20 финалиста на такмичењу модела у Бразилу. Амброзио је увек била несигурна због својих великих ушију и са 11 година имала је операцију како би повукла своје уши назад, али је након 2 године дошло до компликација. Године 2006. појавила се у Шоуу Тајре Бенкс, где је рекла да је операција била лоше искуство и да ју је обесхрабрила од поновних покушаја неке пластичне операције.

## Каријера

### Манекенство
Када је имала 12 година, Алесандра је ишла на часове манекенства, да би са 15 година почела са да ради за агенцију Дилсон Стајн. Након победе на такмичењу Избора за Елитово лице, почиње своју каријеру као модел. Њен први велики посао модела била је насловна страна бразилског магазина Ел. Од тада се појавила у рекламама за робне марке као што су Ревлон, Кристијан Диор, Ђорђо Армани, и Ралф Лорен, сликала се такође и за Пирелијев календар. Радила је колекције за модне куће као што су Прада, Шанел, и Оскар Де Ла Рента. Појавила се у многим важним часописима, укључујући Космополитан, Ел, GQ, Харперс Базар, Мери Клер, Оушн Драјв, Воуг и једини је модел који се појавио на насловној страни магазина Гламур у САД 2006. године.
Године 2004, креирала је своју линију купаћих костима названу Алесандра Амброзио Бај Саис. Продано је 10.000 костима за само један месец продаје.
Амброзио је била лице енглеске компаније Некст и са њима је снимила своју прву рекламу када је имала 12 година.
У јулу 2009. на насловној страни магазина Мери Клер, Алесандра се појавила са Сашом Бароном Коеном како би промовисали његов филм из 2009. Бруно.

#### Викторијас сикрет
Први пут се појавила на Викторијас сикрет модној ревији 2000. године. Године 2004, била је први модел линије ПИНК и потписала је ексклузивни уговор за „анђела“ са овом модном кућом. Године 2005, на модној ревији модне куће Викторијас сикрет, носила је доњи веш у потпуности израђен од слаткиша за колекцију „Секси укусно“ са својим колегиницама Адријаном Лимом, Изабел Гулар, Селитом Ебанкс, Дауцен Крус и другим. Учествовала је на модној ревији ове куће 2008. године само 3 месеца након порођаја. Године 2009, отворила је модну ревију куће Викторијас сикрет са великим крилима у облику звезде уз пратњу бенда Блек Ајд Пис.

### Телевизијска и филмска појављивања
Алесандра се неколико пута појављивала на телевизији. Једном је глумила саму себе у серији програма Ејч-Би-О Свита заједно са Изабел Гулар; такође се појавила и у: шоуу Конана О'Брајена; као гост судија у Пројекат писта 2. сезона:Тим доњи веш и Шоуу Тајре Бенкс, где је гостовала два пута. Заједно са чувеним, Реџисом Филбином појавила се у реклами за Хамер Ејч Ту. Године 2006, имала је споредну улогу у филму Казино Ројал, где је глумила тенисерку.
Такође се појавила и у серији Како сам упознао вашу мајку (епизода: The Yips) 26. новембра 2007. заједно са својим колегиницама анђелима Адријаном Лимом, Селитом Ебанкс, Марисом Милер, Мирандом Кер, и Хајди Клум.

## Приватни живот
Када се Алесандра доселила у Њујорк, Жизел Биндшен јој је „позајмила“ стан на две недеље, док јој је Адријана Лима помогла са превођењем са португалског на енглески. Редовно посећује Бразил и зове родитеље у Ерешиму, и каже да је Бразил њено омиљено место на свету, иако је пропутовала цео свет, ништа не може да га замени.
Године 2005. раскинула је са моделом Марчелом Балдринијем када га је ухватила како се љуби са другом женом у Маркију. Касније се забављала са уредником магазина, Стивом Алејном пре него што је почела да излази са Џејмијем Мејзуром.
Алесандра и калифорнијски бизнисмен Џејми Мејзур су 24. августа 2008. добили своје прво дете, кћерку по имену Ања Луиз Амбросио Мејзур у Флоријанополису у Бразилу.
Како би остала у форми, вежба са својим бразилским тренером радећи једну посебну вежбу, мешавину самбе, капоире и аеробика.